# Starbucks
Starbucks er verdens største kæde af kaffebarer. Den første  åbnede i Seattle i USA 31. marts 1971 af tre partnere, der mødtes, da de studerede ved San Franciscos universitet. Virksomheden fik navn efter en person i romanen Moby Dick, en kvæker fra Nantucket.
Starbucks har hovedkvarter i Seattle, 140.000 ansatte og en årlig omsætning på 7,8 milliarder dollar (2006). Kæden er repræsenteret i lande over hele verden, og den 15. juni 2007 åbnede den første skandinaviske butik i Københavns Lufthavn.
Starbucks har ofte været brugt af antiglobaliseringsbevægelsen som eksempel på amerikansk økonomisk og kulturel dominans, og i Kina har det vakt kritik, at en Starbucks åbnede i Den Forbudte By. Omvendt er Starbucks blevet rost for at tilføje bæredygtige kaffedrikke og kæden tilstræber et godt arbejdsmiljø for de ansatte. Starbucks' Red-kampagne anbefaler kunderne at købe og drikke den specielle østafrikanske Red-kaffeblanding og forbinder købet af den med Starbucks' forpligtelse til at give en dollar for hver pose solgt kaffe til AIDS-bekæmpelse i Afrika. I marts 2008 afgjorde en domstol i San Diego i Californien, at en praksis med at lade overordnede få del i drikkepengene ikke var lovlig, og firmaet blev dømt til at tilbageføre mere end 100 millioner dollar til de medarbejdere, der havde været i direkte kundekontakt i Starbucks' californiske filialer.
Starbucks' cafeer er samme type som Danmarks Baresso med et større udvalg af espresso-baserede drikke og muligheden for at tage kaffen med sig. Starbucks udgiver også bøger og CD'er; Paul McCartney har udsendt en CD på Starbucks.
Firmaet har i flere år været udsat for massiv kritik i Storbritannien for skatteunddragelse. Til sidst gik det med til at indbetale 10.000.000 £ i skat både i 2013 og 2014 - den første skat i fem år.
Priserne varierer meget fra land til land. I 2013 kostede en stor caffe latte 25 kroner i New York, 14 kroner i New Delhi og 46 kroner i Norge.

## Starbucks i Danmark
Starbucks har pr. juli 2024 18 kaffebarer i Danmark.
| Region             | Antal | By |
| ------------------ | ----- | --- |
| Region Hovedstaden | 8     | København (Hovedbanegården, Rådhuspladsen, Industriens Hus, Fiolstræde, Københavns Lufthavn, Fisketorvet, Nørreport Station, Frederiksberg Centret) |
| Region Syddanmark  | 4     | Kolding (Kolding Storcenter), Vejle (Føtex), Odense (Vestergade, Rosengårdcentret)                                                                  |
| Region Sjælland    | 2     | Hundige (Waves), Næstved (Bilka) |
| Region Midtjylland | 2     | Aarhus (Salling, Store Torv) |
| Region Nordjylland | 2     | Aalborg (Salling, Bilka) |

Kæden indgik i 2012 en samarbejdsaftale med Salling Group om at åbne Starbucks-barer i tilknytning til Bilka- & føtex-varehusene samt Salling-stormagasinerne.